# 芦子霸王
蘆子霸王（?—?），是開明第十二任君主，是古蜀國末代君主，据宋朝作品《路史》称其为芦子霸王，前316年秦惠文王在位时，秦国派大将司马错灭掉了蜀国，蜀王在武陽為秦軍所害。其相國及太子死於白鹿山。
| 前任： 九世开明尚 | 蜀國国王 | 繼任： 安阳王 |
| 前任： 无         | 蜀侯     | 繼任： 公子通 |